# Swirskiaphis polychaeta
Swirskiaphis polychaeta är en insektsart. Swirskiaphis polychaeta ingår i släktet Swirskiaphis och familjen långrörsbladlöss. Inga underarter finns listade i Catalogue of Life.